# Heinrich XLV. (Reuß jüngere Linie)

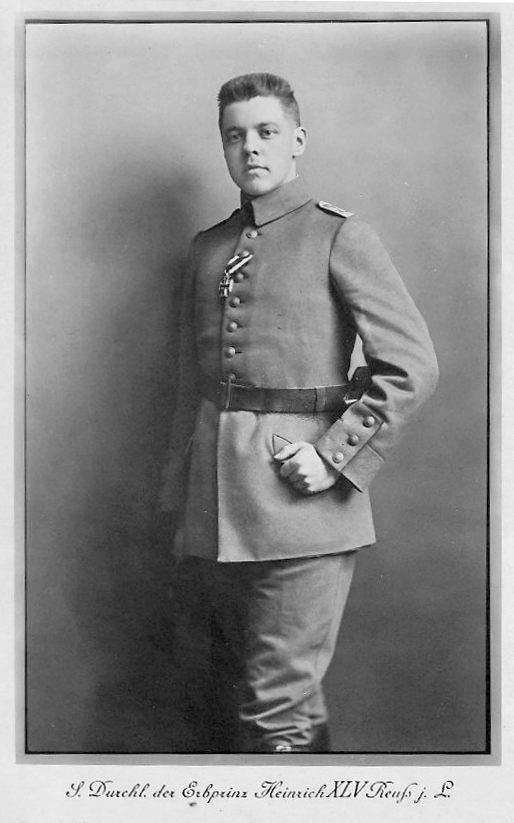
Erbprinz Heinrich XLV. mit 19 Jahren als Leutnant nach Verleihung des Eisernen Kreuzes II. Klasse

Heinrich XLV. Erbprinz Reuß (* 13. Mai 1895 in Ebersdorf; verschollen seit August 1945, für tot erklärt mit Wirkung zum 31. Dezember 1953) war der jüngere Sohn des letzten regierenden reußischen Fürsten Heinrich XXVII. Reuß jüngerer Linie. Nach dem Tod seines Vaters 1928 war er der letzte männliche Vertreter der Linie Reuß-Schleiz, des zuletzt regierenden Familienzweiges des ehemaligen Fürstenhauses, und damit familieninterner Chef des Gesamthauses Reuß. Er machte sich einen Namen als Protektor und Förderer des familieneigenen Theaters in Gera.

## Leben
Heinrich XLV. wurde als Sohn des damaligen Erbprinzen Heinrich XXVII. und der Erbprinzessin Elise Reuß j. L. auf Schloss Ebersdorf geboren. Er besuchte das Fürstliche Gymnasium Rutheneum in Gera und das Vitzthumsche Gymnasium in Dresden. An seinem 17. Geburtstag, dem 13. Mai 1912, starb sein älterer Bruder Prinz Heinrich XLIII. Reuß j. L. (1893–1912) im 19. Lebensjahr; knapp elf Monate später starb auch sein Großvater, der regierende Fürst Heinrich XIV., und sein Vater bestieg Ende März 1913 den Thron. Der 19-jährige Erbprinz nahm als Offizier des Infanterie-Regiments Nr. 96, dessen II. Bataillon den Kontingentverband der reußischen Fürstentümer umfasste, am Ersten Weltkrieg teil und war zuletzt Oberleutnant. Mit der Abdankung seines Vaters am 10. November 1918 verzichtete er auf seine Thronansprüche. Nach dem Studium der Literatur-, Kunst- und Musikwissenschaft sowie Philosophie in Leipzig, Marburg, München und Kiel widmete er sich der Theaterarbeit.

Heinrich XLV. (rechts) mit seinem Vater an der Westfront (ca. 1916)

Ab 1923 war er als Leiter der dramaturgischen Abteilung am familieneigenen Reußischen Theater in Gera tätig und holte gemeinsam mit seinem Intendanten Walter Bruno Iltz zahlreiche junge Schauspieler nach Gera. Er gab auch die Jahrbücher des Theaters heraus. 1931 gründete er zusammen mit Hans Oppenheim das als Tourneetheater organisierte Theaterensemble Deutsche Musikbühne, legte die Leitung dieses Ensembles aber 1934 nach der Emigration Oppenheims und Gleichschaltung durch die Nationalsozialisten nieder.
An seinem eigenen Theater in Gera wirkte Heinrich XLV., der bereits Anfang der 1930er Jahre mit den Nationalsozialisten sympathisierte, durchaus im Sinne des Regimes und setzte verschiedene von Joseph Goebbels angestoßene Kulturprojekte um. Schon zum 44. Geburtstag Adolf Hitlers, der in Gera besonders aufwändig gefeiert wurde, fand am 20. April 1933 unter anderem eine Festvorstellung im Reußischen Theater statt, dessen Ehrenvorsitzender Reuß war. Zum 1. Mai 1933 trat er der NSDAP bei (Mitgliedsnummer 2.199.219). Er war außerdem Truppführer im NSKK und wurde Kulturberater der Stadt Gera. Im Sommer 1936 ließ er vor Beginn der Theaterspielzeit „eine große Kundgebung für die Bedeutung des deutschen Theaters“ für die „Nationalsozialistische Kulturgemeinde“ veranstalten. Am 29. August 1938 wurde er als Ratsherr in den Geraer Stadtrat berufen. Während ihn die historische Fachliteratur und das Dokumentationsschrifttum meist als überzeugten Nationalsozialisten schildern und seine Geisteshaltung in eine Reihe mit der seines entfernten Vetters Heinrich XXXIII. Prinz Reuß stellen, sah seine Adoptivschwiegertochter das Motiv für den Parteieintritt eher in der Notwendigkeit, als Großgrundbesitzer seinen Besitz zu retten. In der Familie werden auch nichtöffentliche Handlungen kolportiert, die eine innere Distanz zur NS-Herrschaft zeigen sollen.
Heinrich XLV. blieb unverheiratet und kinderlos und adoptierte 1935 seinen Verwandten Heinrich I. Prinz Reuß (1910–1982) aus der apanagierten Nebenlinie Reuß-Köstritz. Die Adoption fand aus erbrechtlichen Gründen statt, Nachfolger von Heinrich XLV. als Familienoberhaupt des Hauses Reuß sollte er nicht werden.
Heinrich XLV., der nach dem Prinzenerlass aus der Wehrmacht ausschied, wurde im August 1945 in Ebersdorf vom sowjetischen Militär verhaftet und gilt seitdem als vermisst. Nach Zeitzeugenberichten wurde er zusammen mit dem Intendanten des Geraer Theaters Rudolf Scheel im Speziallager Nr. 2 in Buchenwald interniert, soll aber anders als Scheel nicht dort verblieben, sondern möglicherweise nach Rügen verlegt und dort ums Leben gekommen sein. Sein Name ist jedenfalls in keinem der Totenbücher der Speziallager verzeichnet. Er wurde am 5. Januar 1962 von einem Gericht in Büdingen rückwirkend zum 31. Dezember 1953 für tot erklärt. Sein gesamtes Vermögen wurde mit Kriegsende auf Befehl der Sowjetischen Militäradministration beschlagnahmt und 1948 enteignet, darunter auch das Schloss Ebersdorf, das Jagdschloss Waidmannsheil, Schloss Thallwitz, Schloss Osterstein in Gera sowie Gebäude am Mohrenplatz in Gera-Untermhaus.
Als Chef des Gesamthauses Reuß fungierte seit der Todeserklärung von Heinrich XLV. Erbprinz Reuß im Jahr 1962 der auf Schloss Ernstbrunn in Österreich lebende Heinrich IV. Reuss (1919–2012) aus der im männlichen Stamm allein verbliebenen Familienlinie Reuß-Köstritz.

## Siehe auch

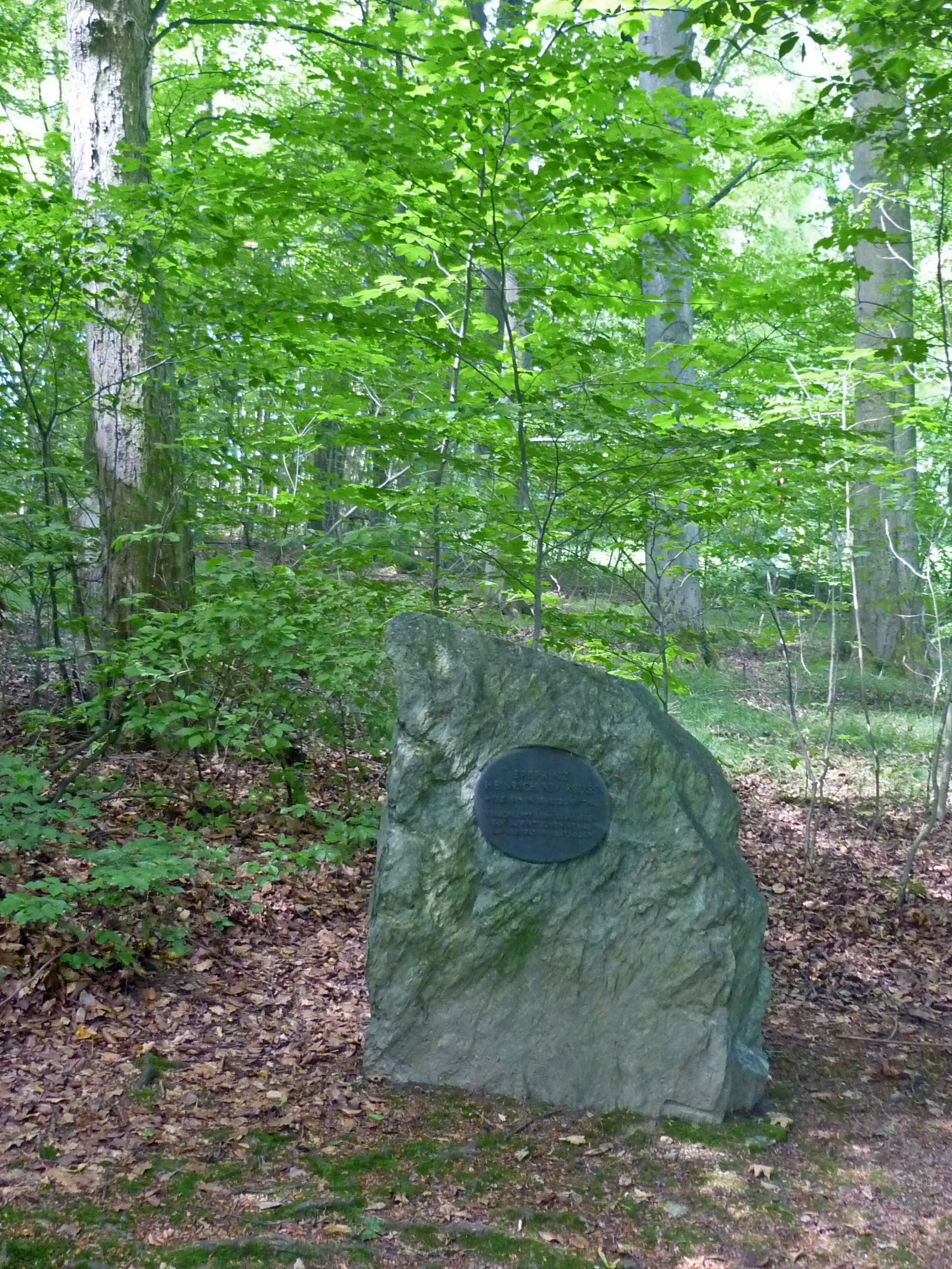
Gedenkstein für Heinrich XLV. im Schlosspark Ebersdorf

## Werke
- Das sterbende Haus. Schauspiel in 1 Akt
- Bräutliche Birken. Lustspiel in 1 Akt
- Das grosse Jagen. Dramatisches Gedicht
- Die Wunderblume. Ein Märchen in 7 Bildern, Musik von Georg Winkler, 1936